# Каракулинское (сельское поселение)
Каракулинское — упразднённое муниципальное образование со статусом сельского поселения в Каракулинском районе Удмуртии Российской Федерации.
Административный центр — село Каракулино.
Законом от 27 мая 2021 года № 54-РЗ к 10 июня 2021 года упразднено в связи с преобразованием муниципального района в муниципальный округ.

## История
В СССР — Каракулинский сельсовет Удмуртской АССР.
Статус и границы сельского поселения установлены Законом Удмуртской Республики от 23.11.2004 N 69-РЗ «Об установлении границ муниципальных образований и наделении соответствующим статусом муниципальных образований на территории Каракулинского района Удмуртской Республики».

## Население
| 2009  | 2010  | 2012  | 2013  | 2014  | 2015  | 2016  |
| ----- | ----- | ----- | ----- | ----- | ----- | ----- |
| 5200  | ↘4875 | ↘4786 | ↘4723 | ↘4636 | ↘4571 | ↘4487 |
| 2017  | 2018  | 2019  | 2020  | 2021  |       |       |
| ↘4418 | ↘4357 | ↘4331 | ↘4279 | ↗4438 |       |       |

## Состав сельского поселения
| № | Населённый пункт | Тип населённого пункта       | Население |
| - | ---------------- | ---------------------------- | --------- |
| 1 | Каракулино       | село, административный центр | ↘4380     |
| 2 | Клестово         | деревня                      | ↗1        |
| 3 | Марагино         | деревня                      | ↗1        |
| 4 | Первомайск       | деревня                      | ↘2        |
| 5 | Ромашкино        | деревня                      | ↘37       |
| 6 | Юньга            | деревня                      | ↗21       |

В состав Каракулинского сельсовета Удмуртской АССР входила опустевшая деревня Локтево.